# Индуцированная топология
Индуци́рованная тополо́гия — естественный способ задания топологии на подмножестве топологического пространства.

## Определение
Пусть дано топологическое пространство {\displaystyle (X,\;{\mathcal {T}})}, где {\displaystyle X} — произвольное множество, а {\displaystyle {\mathcal {T}}} — определённая на {\displaystyle X} топология. Пусть также {\displaystyle Y\subset X}. Определим {\displaystyle {\mathcal {T}}_{Y}} — семейство подмножеств {\displaystyle Y} следующим образом:
{\displaystyle {\mathcal {T}}_{Y}=\{U\cap Y\mid U\in {\mathcal {T}}\}.}
Несложно проверить, что {\displaystyle {\mathcal {T}}_{Y}} является топологией на {\displaystyle Y}. Эта топология называется индуцированной топологией {\displaystyle {\mathcal {T}}}. Топологическое пространство {\displaystyle (Y,\;{\mathcal {T}}_{Y})} называется подпростра́нством {\displaystyle (X,\;{\mathcal {T}})}.
Эту конструкцию можно обобщить. Пусть {\displaystyle X} – произвольное множество, {\displaystyle (Y,\;{\mathcal {T}}_{Y})} – топологическое пространство и {\displaystyle f:X\to Y} – произвольное отображение {\displaystyle X} в {\displaystyle Y}. Тогда в качестве {\displaystyle {\mathcal {T}}_{X}} возьмем всевозможные множества вида {\displaystyle f^{-1}}({\displaystyle V}), где {\displaystyle V} – открытые множества в {\displaystyle Y}. Топология {\displaystyle {\mathcal {T}}_{X}} называется индуцированной отображением {\displaystyle f} топологией. Она хороша тем, что отображение {\displaystyle f} в этой топологии автоматически становится непрерывным. Это самая слабая (она содержит меньше всего множеств) из всех возможных топологий пространства {\displaystyle X}, для которых отображение {\displaystyle f} будет непрерывным.

## Пример
Пусть дана вещественная прямая {\displaystyle \mathbb {R} } со стандартной топологией. 
Тогда топология, индуцированная последней на множестве всех натуральных чисел {\displaystyle \mathbb {N} \subset \mathbb {R} }, является дискретной.